# Golinja
Golinja is een plaats in de gemeente Gvozd in de Kroatische provincie Sisak-Moslavina. De plaats telt 65 inwoners (2001).